# Jacques Alleman
Pour les articles homonymes, voir Alleman.

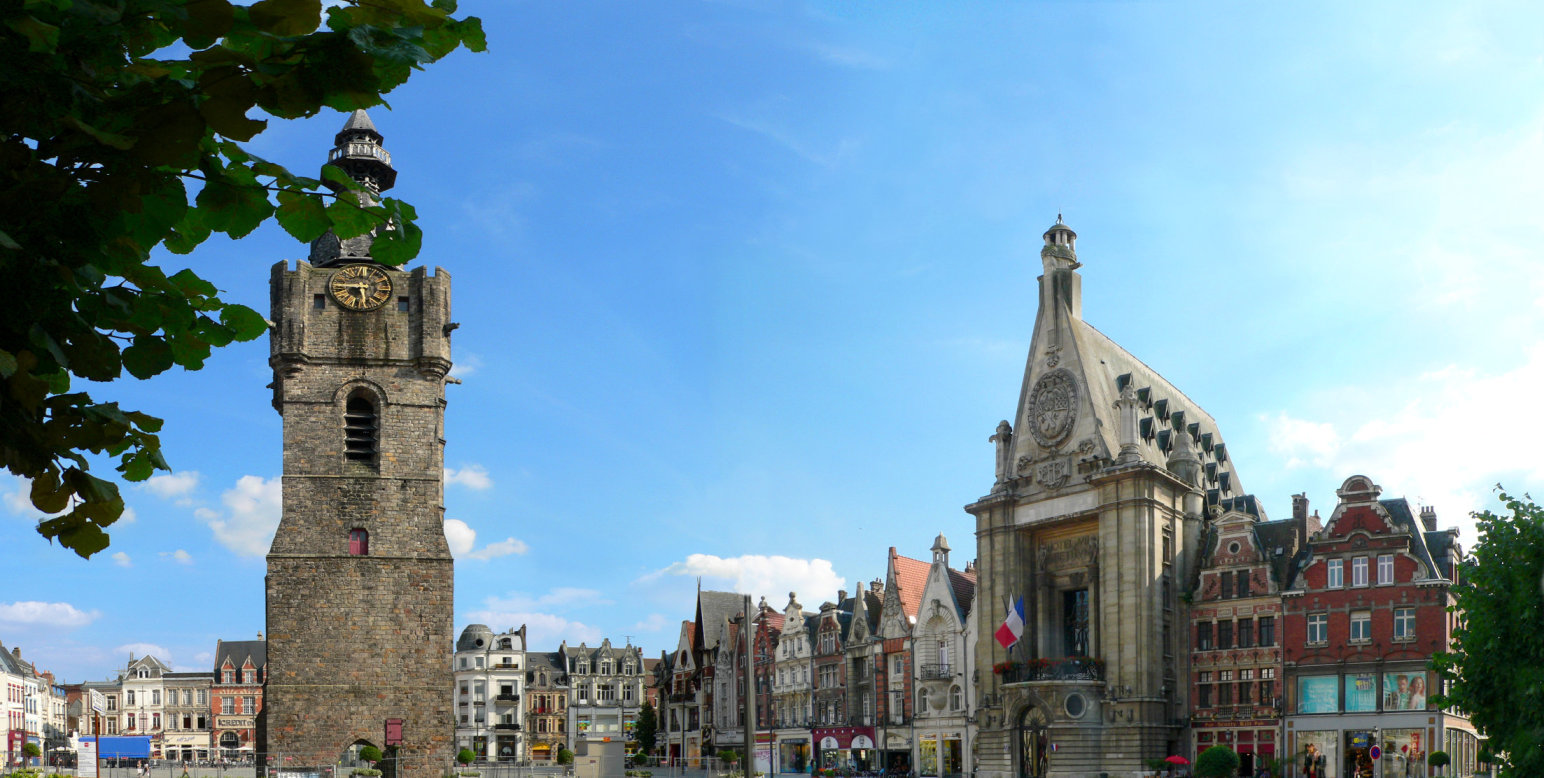
Béthune, l'ancien beffroi, et l'Hôtel de ville construit par Jacques Alleman

François-Jacques Laussus Marie Alleman, dit Jacques Alleman, né le 12 septembre 1882 à Bordeaux, mort le 30 octobre 1945 à Nœux-les-Mines, est un architecte français.
Marqué d'abord par le régionalisme, il s'est affirmé comme un architecte Art déco, avec un goût prononcé pour un symbolisme probablement lié à son appartenance à la franc-maçonnerie.

## Biographie
Jacques Alleman est originaire de Bordeaux, il est le frère aîné de Jeanne Alleman (1885-1938), dite Jean Balde, et le petit-neveu de l'érudit gascon Jean-François Bladé (1827-1900).
Il fait ses études à l'école des beaux-arts de Bordeaux, puis de Paris, dans l’atelier de Jean-Louis Pascal, jusqu'en 1909, puis il réside à Lausanne jusqu'en 1914 où il est mobilisé au 418e régiment d'infanterie suivant le décret du 4 août 1914. Il sert comme sous-officier d'infanterie (il est sergent de réserve depuis 1906) aux armées de 1915 à 1919 et connaît les champs de bataille d'Ypres, de Verdun, des batailles de la Somme et de l'Aisne. Le 4 mars 1919, il est démobilisé, sa conduite lui ayant valu la croix de guerre avec une citation : "Sous-officier artificier d'une conscience et d'un courage exemplaire, est parvenu au prix de grosses fatigues et dans des circonstances de guerre très rigoureuses à ravitailler le bataillon".
En 1919, il s'installe, avec ses confrères Léon Guthmann et Marcel Gillon, dans le Pas-de-Calais à Béthune puis à Nœux-les-Mines, région dans laquelle il a combattu et où il se marie avec Marie-Joséphine-Germaine Lafon, originaire de Saint-Puy (Gers), dont il a deux enfants.
Il participe à la reconstruction de Béthune sous la direction de Louis Marie Cordonnier. On lui doit notamment l'hôtel de ville de Béthune et un certain nombre de maisons particulières de la Grand'Place. Il adopte un style régionaliste et expressionniste. Il obtient plusieurs médailles à l'exposition des arts décoratifs de Paris, qui lance le style du même nom. Son œuvre est toujours marquée par une symbolique ésotérique, inspirée par la franc-maçonnerie.
Parallèlement, et certainement en relation avec son appartenance à l'Union nationale des combattants (UNC), principale organisation d'anciens combattants, il construit de très nombreux monuments aux morts. Notamment, il édifie presque tous les monuments commémoratifs de la ville de Lille où il s'installe en 1931. Il participe alors activement au programme des grands travaux lancé la même année par Roger Salengro.
Il y dessine en particulier un projet de lycée à bâtiments dispersés, qui aurait dû remplacer le lycée Faidherbe, et qui aboutit à la construction de l'Institut Diderot, vaste ensemble qui réunit l'école pratique César-Baggio et l'école primaire supérieure Benjamin-Franklin. Il s'est associé à Émile Dubuisson pour participer au concours de la cité hospitalière de Lille.
Sa dernière œuvre connue est l'église Notre-Dame-des-Arts, bâtiment éphémère destiné à l'exposition du Progrès Social, organisée à Lille en 1939. La seconde période de son activité est marquée par le style Art déco.
Pendant la Seconde Guerre mondiale, il se réfugie à Bordeaux. Probablement déjà gravement malade, il rejoint Nœux-les-Mines où il meurt peu de temps après, le 30 octobre 1945.

## Décorations
- Croix de guerre 1914-1918, étoile de bronze
- Croix du combattant
- Médaille interalliée de la Victoire
- Médaille commémorative de la guerre 1914-1918[1]

## Œuvres
Reconstruction de Béthune :

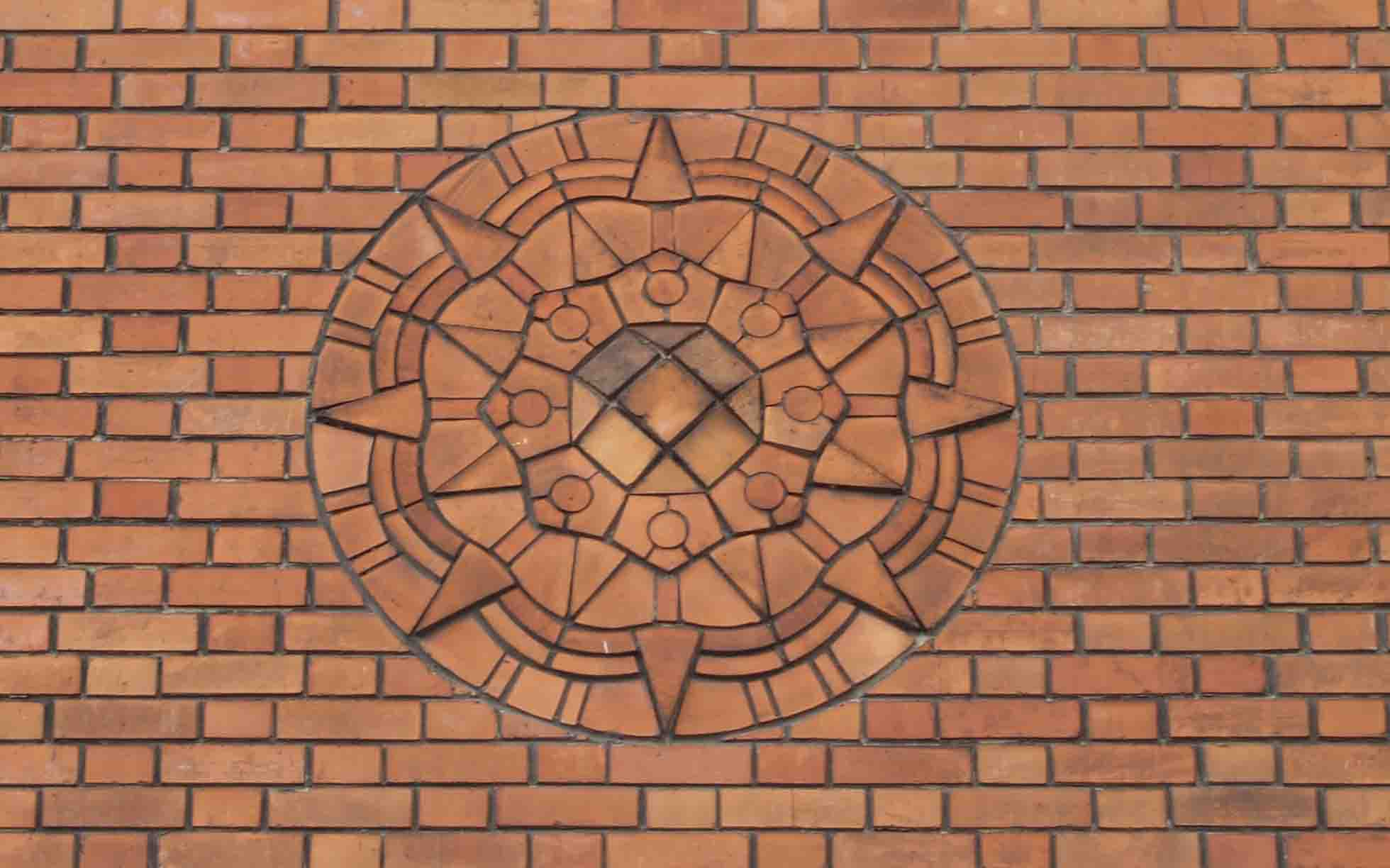
Motif décoratif, institut Diderot à Lille (aujourd'hui lycée Baggio)

- Immeuble 24 place du Beffroi, 1921 [4]
- Immeubles 8-10 place du Beffroi, 1920 [5]
- Ancienne librairie Fournier 34 rue Grosse-Tête ; 2, 4 rue des Treilles 1923 [6]
- Hôtel de Ville, 1928 [7]
- Monument aux morts, 1928[8]

Monuments commémoratifs de la Grande Guerre à Lille :
- Monument aux morts adossé aux restes du Palais Rihour (Place Rihour), dit « Melancolia », sculpté par Edgar Boutry ;
- Monument aux victimes des 18 Ponts ;
- Monument à Léon Trulin ;
- Monument Foch, avec le sculpteur Edgar Boutry ;
- Monument aux pigeons voyageurs avec le sculpteur Alexandre Descatoire ;

Autres projets
- Monument à Albert Samain, avec la sculptrice Yvonne Serruys
- Institut Diderot (aujourd'hui lycée César Baggio), boulevard des Défenseurs de 1934 à 1938[10]
- Façade de la grande halle de la Foire commerciale de Lille réalisée en 1935 en partie détruite par un bombardement en 1944[11].  Ce bâtiment est détruit vers 2000 laissant la place au siège de Région et à un Palais des Congrès.

## Sources
- Jacques Monférier, Jean Balde, Bordeaux, Mollat, 1997